# Atchison megye (Missouri)
Atchison megye az Amerikai Egyesült Államokban, azon belül Missouri államban található. Megyeszékhelye Rock Port, legnagyobb városa Tarkio. Lakosainak száma 5305 fő (2020. április 1.). Atchison megye Fremont, Holt, Page, Nodaway, Nemaha és Otoe megyékkel határos.

## Népesség
A megye népességének változása:
| Lakosok száma | 5660 | 5597 | 5536 | 5449 | 5306 | 5305 |
|               | 2010 | 2011 | 2012 | 2013 | 2015 | 2020 |